# Colutea tomentosa
Colutea tomentosa là một loài thực vật có hoa trong họ Đậu. Loài này được (DC.) Thunb. miêu tả khoa học đầu tiên năm 1800.